# 배고픔

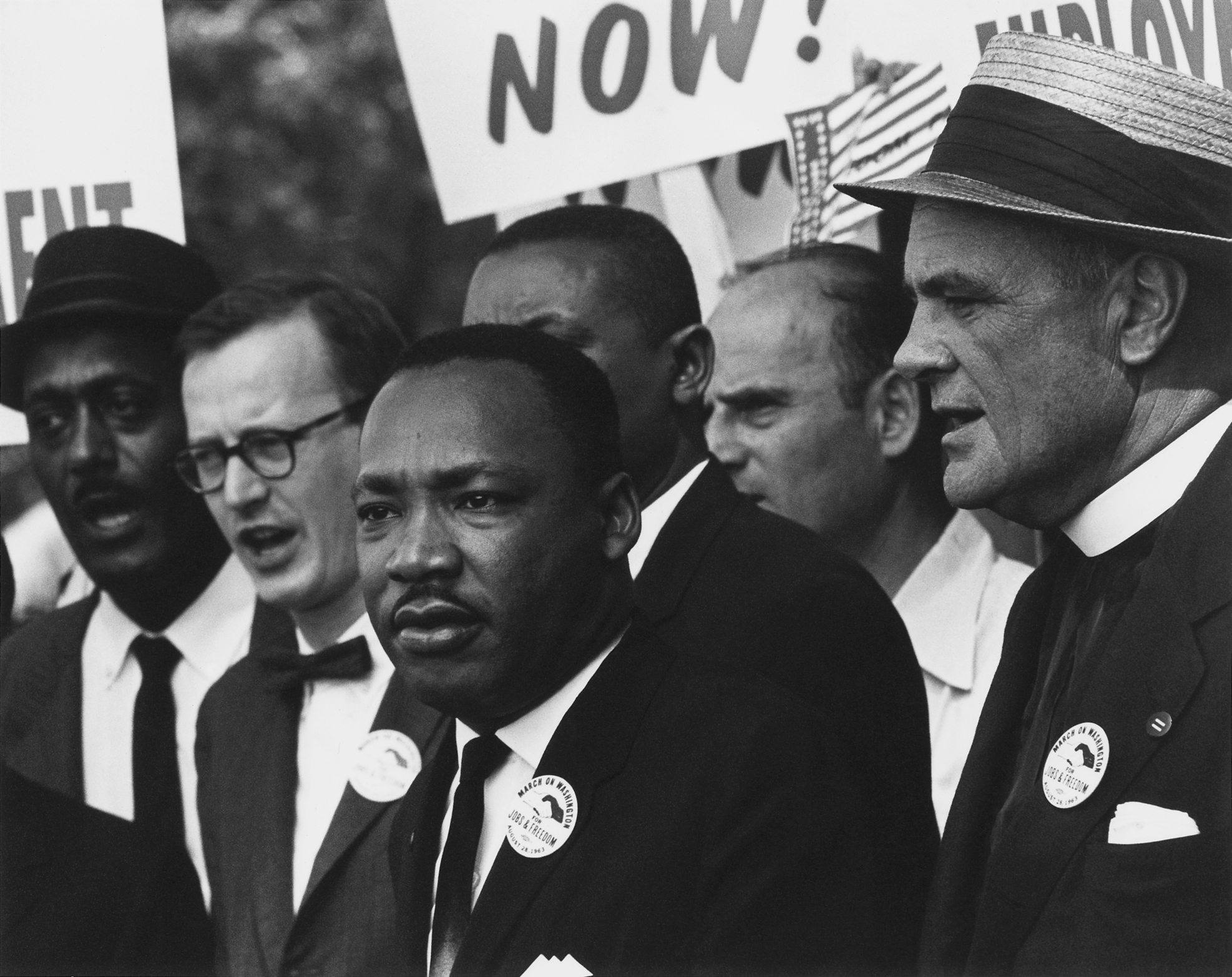
마틴 루터 킹 주니어 (중앙), 배고픔 퇴치를 중요하게 여긴 20세기 많은 정치인 중 한 명: "내가 죽으면 나를 위한 기념비를 세우지 마십시오. 위대한 대학에서 학위를 수여하지 마십시오. 단지 헐벗은 자들을 입히십시오. 내가 노숙자들을 수용하려 노력했다고 말하게 하십시오. 사람들이 내가 굶주린 자들을 먹이려 노력했다고 말하게 하십시오."

정치, 인도주의적 지원, 사회과학 분야에서 배고픔 또는 허기(虛飢, 영어: hunger) 혹은 공복은 한 사람이 기본적인 영양 요구를 지속적으로 충족시킬 만큼 충분한 음식을 먹을 신체적 또는 재정적 능력이 없는 상태로 정의된다. 배고픔 구호 분야에서 배고픔이라는 용어는 모든 인간이 경험하는 일반적인 음식에 대한 욕구, 즉 식욕을 넘어서는 의미로 사용된다. 영양실조가 만연하고 사람들이 충분하고 영양가 있는 음식을 섭취하지 못해 굶주림으로 죽기 시작하는 가장 극심한 형태의 배고픔은 기근을 선언하게 한다.

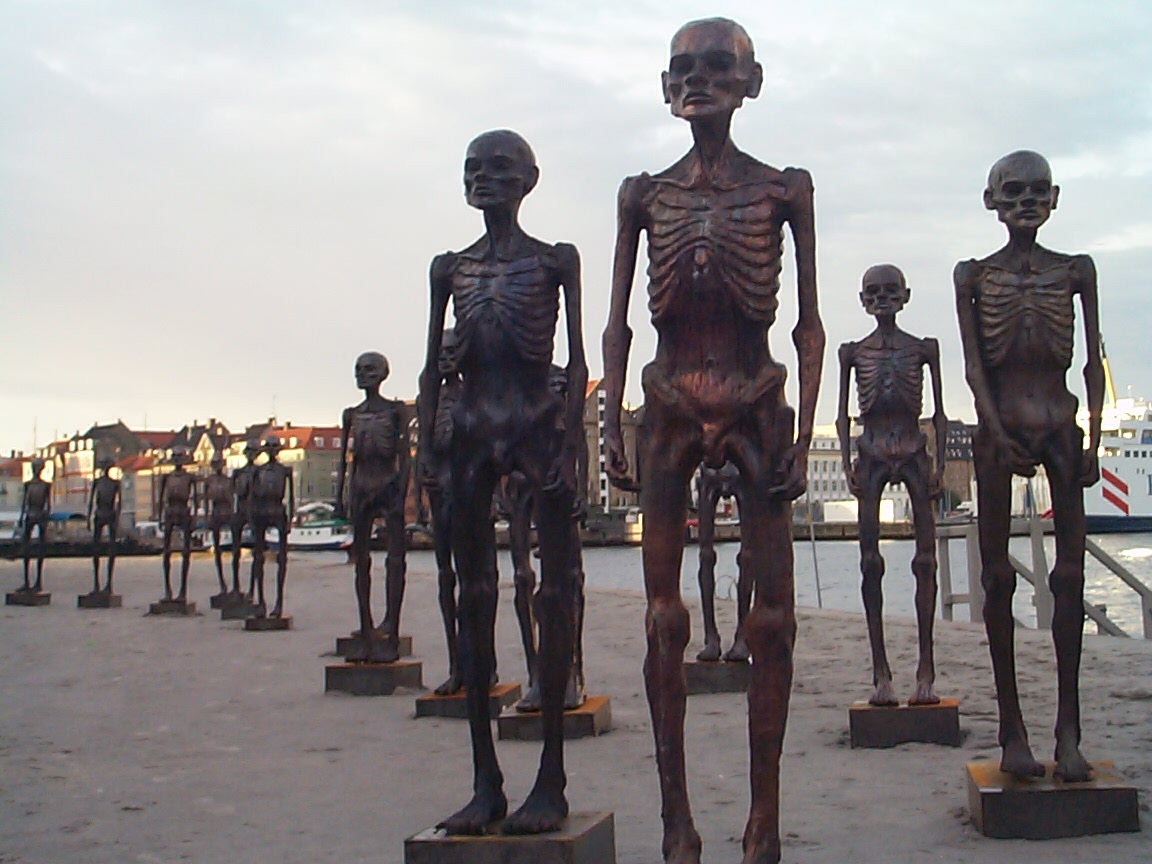
코펜하겐의 배고픔 행진 조각상

역사를 통틀어 세계 인구의 일부는 종종 오랜 기간 동안 배고픔을 겪었다. 많은 경우 배고픔은 전쟁, 역병 또는 악천후로 인한 식량 공급 중단으로 발생했다. 제2차 세계 대전 이후 수십 년 동안 기술 발전과 정치적 협력 강화로 인해 배고픔을 겪는 사람들의 수를 상당히 줄일 수 있을 것이라는 기대가 커졌다. 진전은 고르지 않았지만, 2015년까지 극심한 배고픔의 위협은 세계 인구의 상당 부분에서 줄어들었다. FAO의 2023년 세계 식량 안보 및 영양 상태 보고서에 따르면, 이러한 긍정적인 추세는 만성적인 배고픔을 겪는 사람들의 수가 점진적으로 증가하기 시작한 2017년경부터 역전되었다. 2020년과 2021년에는 코로나19 범유행으로 인해 영양 부족을 겪는 사람들의 수가 증가했다. 2022년에는 경제 회복과 함께 회복세가 나타났지만, 우크라이나 침공이 세계 식량 시장에 미친 영향으로 인해 세계 배고픔 감소는 제한적이었다.
대부분의 세계 인구가 여전히 아시아에 살고 있지만, 2017년 이후 배고픔 증가의 대부분은 아프리카와 남아메리카에서 발생했다. FAO의 2017년 보고서는 최근 배고픔 증가의 세 가지 주요 원인으로 기후, 갈등, 경제 둔화를 논의했다. 2018년 판은 극심한 날씨를 배고픔 증가의 주요 원인으로 삼았으며, 농업 시스템이 극심한 날씨 변화에 가장 민감한 국가에서 증가율이 특히 심각하다는 것을 발견했다. 2019년 SOFI 보고서는 배고픔 증가와 경제 둔화를 겪은 국가들 사이에 강한 상관관계가 있음을 발견했다. 2020년 판은 대신 배고픔 관련 지속가능 개발 목표 (SDG) 달성 가능성을 살펴보았다. 지난 6년간의 부정적인 추세를 막기 위한 조치를 취하지 않으면 2030년까지 만성적인 배고픔을 겪는 사람들의 수가 1억 5천만 명 이상 증가할 수 있다고 경고했다. 2023년 보고서는 코로나19 범유행으로 인한 배고픔의 급격한 증가를 보고했으며, 이는 2022년에 안정되었다. 2025년 유엔 보고서에 따르면, 세계적으로 배고픔이 6년 연속 증가했다.
수천 개의 단체가 지역, 국가, 지역 또는 국제 수준에서 배고픔 구호 분야에 참여하고 있다. 이들 단체 중 일부는 배고픔 구호에 전념하고 있으며, 다른 단체는 여러 분야에서 활동할 수 있다. 이들 단체는 다자간 기관부터 국가 정부, 독립적인 수프 키친과 같은 소규모 지역 이니셔티브에 이르기까지 다양하다. 많은 단체는 수천 개의 서로 다른 배고픔 구호 단체를 연결하는 상위 네트워크에 참여한다. 세계적 수준에서 세계 배고픔 구호 노력의 대부분은 UN에 의해 조정되며 2030년까지 SDG 2 제로 헝거를 달성하는 것을 목표로 한다.

## 정의 및 관련 용어
사회 문제로서의 배고픔을 연구하거나 완화하기 위해 일반적으로 사용되는, 배고픔을 정의하고 측정하는 데 전 세계적으로 인정되는 한 가지 접근 방식이 있다. 이것은 유엔의 FAO 측정으로, 일반적으로 만성 영양 부족(또는 구판에서는 '식량 박탈', '만성 배고픔', 또는 단순히 '배고픔')이라고 불린다. FAO에 따르면:
- 배고픔 또는 만성 영양실조는 "칼로리 섭취량이 최소 식단 에너지 요구량(MDER) 미만인 경우"에 존재한다. MDER은 가벼운 활동을 수행하고 달성된 키에 대한 최소 허용 체중을 유지하는 데 필요한 에너지량이다.[5] FAO는 기후 및 문화적 요인의 차이로 인해 국가마다 다른 MDER 임계값을 사용한다. 일반적으로 연간 "대차대조표" 접근 방식이 사용되며, 최소 식단 에너지 요구량은 연간 추정된 총 칼로리 소비량과 비교된다. FAO 정의는 배고픔을 영양실조 및 식량 불안정으로부터 구별한다:[6][7][8]
- 영양실조는 "거대 영양소 및 미량 영양소 섭취의 결핍, 과잉 또는 불균형"으로 인해 발생한다. FAO의 정의에 따르면, 모든 굶주린 사람들은 영양실조를 겪지만, 영양실조를 겪는 사람들이 모두 굶주리는 것은 아닐 수 있다. 그들은 굶주림을 피하기에 충분한 원 칼로리를 섭취할 수도 있지만 필수 미량 영양소가 부족하거나, 심지어 원 칼로리를 과도하게 섭취하여 비만증을 겪을 수도 있다.[8][7][6]
- 식량 불안정은 사람들이 원 칼로리 및 영양 가치를 포함하여 음식에 대한 선호를 충족시키지 못할 위험이 있거나 걱정하는 경우에 발생한다. FAO의 정의에 따르면, 모든 굶주린 사람들은 식량 불안정 상태에 있지만, 모든 식량 불안정 상태에 있는 사람들이 굶주리는 것은 아니다(다만 배고픔과 심각한 식량 불안정 사이에는 매우 강한 중복이 있다). FAO는 식량 불안정이 종종 어린이의 성장 부진과 성인의 비만증을 동시에 초래한다고 보고했다. 전 세계 또는 지역 수준에서 활동하는 배고픔 구호 활동가들에게 식량 불안정을 측정하는 데 점점 더 일반적으로 사용되는 지표는 IPC 척도이다.[8][7][6]
- 급성 배고픔은 일반적으로 기근과 같은 배고픔을 의미하는 데 사용되지만, 이 문구에는 널리 받아들여지는 공식적인 정의가 없다. 배고픔 구호의 맥락에서 '급성 배고픔'을 겪는 사람들은 '만성 배고픔'도 겪을 수 있다. 이 단어는 주로 심각성을 나타내는 데 사용되며, 장기적인 기간을 나타내는 데 사용되지 않는다.[8][9][6]

배고픔 구호 분야의 모든 단체가 FAO의 배고픔 정의를 사용하는 것은 아니다. 일부는 영양실조와 더 완벽하게 겹치는 더 넓은 정의를 사용한다. 그러나 대체 정의는 일반적으로 고통스럽거나 불편한 동기 부여 상태로서의 배고픔이라는 일반적으로 이해되는 의미를 넘어서는 경향이 있다. 음식에 대한 욕구는 모든 인간이, 심지어 가장 부유한 사람들도 자주 경험하는 것이며, 그 자체로 사회 문제는 아니다.
매우 낮은 식량 공급은 "배고픔이 동반되는 식량 불안정"으로 설명될 수 있다. 2006년에는 미국 통계 위원회(전미연구평의회, 2006)의 권고에 따라 배고픔의 생리적 상태를 식량 가용성 지표와 구별하기 위해 설명이 변경되었다. 식량 불안정은 가구가 식량을 위한 돈과 다른 자원이 부족하여 연중 어느 시점에 하나 이상의 가구 구성원의 식량 섭취량이 감소하고 식사 패턴이 중단된 경우이다. 식량 안전 보장 통계는 가구가 필요를 충족시키기에 충분한 식량을 얻을 수 있었는지에 대한 설문 조사 데이터를 사용하여 측정된다.

## 세계 통계

2022년에는 아시아가 전 세계 굶주린 인구의 55% (4억 2백만 명)를 차지했으며, 아프리카에는 38% 이상 (2억 8천 2백만 명)이 살고 있었다.

세계 기아는 2021년부터 2022년까지 거의 변동이 없었지만, 여전히 코로나19 이전 수준보다 훨씬 높다.

유엔은 전 세계 식량 안보 및 영양 상태에 대한 연간 보고서를 발간한다. FAO가 주도하는 이 보고서는 다른 4개 유엔 기구인 WFP, IFAD, WHO, 유니세프가 공동 작성했다. 2024년 보고서의 주제는 SDG 2.1 및 2.2 달성 노력을 어떻게 재정적으로 지원할 수 있는가이다. FAO의 연간 보고서는 전 세계 배고픔 유병률에 대한 통계적 개요를 제공하며, 배고픔 추적을 위한 주요 글로벌 참조로 널리 간주된다. 그러나 어떤 간단한 통계 세트도 배고픔의 다차원적 본질을 완전히 포착할 수는 없다. 이유는 FAO의 주요 배고픔 지표인 "영양 부족"이 오로지 식단 에너지 가용성 측면에서만 정의되어 비타민이나 미네랄과 같은 미량 영양소를 무시하기 때문이다. 둘째, FAO는 최소 활동 수준에 대한 에너지 요구량을 벤치마크로 사용한다. 많은 사람들이 FAO의 측정으로는 배고픈 것으로 간주되지 않지만, 그들이 할 수 있는 유일한 종류의 일인 힘든 육체 노동을 하기에는 여전히 너무 적게 먹는다. 셋째, FAO 통계는 항상 단기적인 영양 부족을 반영하지는 않는다.
2025년 유엔 보고서에 따르면, 급성 식량 불안정은 전 세계적으로 6년 연속 증가했다. 자금이 부족해지면서 가능한 해결책은 "직접적인 식량 지원보다 4배 더 비용 효율적이지만 인도주의적 기금의 3%만을 차지하는 지속 가능한 농업에 대한 투자"이다.
| 연도                              | 2005  | 2010  | 2015  | 2017  | 2018  | 2019  | 2020  | 2021  | 2022  | 2023  |
| --------------------------------- | ----- | ----- | ----- | ----- | ----- | ----- | ----- | ----- | ----- | ----- |
| 영양 부족 인구 (백만 명, 전 세계) | 798.3 | 604.8 | 570.2 | 541.3 | 557.0 | 581.3 | 669.3 | 708.7 | 723.8 | 733.4 |
| 영양 부족 인구 비율 (전 세계)     | 12.2% | 8.7%  | 7.7%  | 7.1%  | 7.2%  | 7.5%  | 8.5%  | 9.0%  | 9.1%  | 9.1%  |

전 세계적인 배고픔의 대체 측정치는 세계 기아 지수 (GHI)이다. FAO의 측정과는 달리, GHI는 비타민이나 미네랄과 같은 미량 영양소 섭취를 포함하여 단순히 칼로리 섭취량을 넘어선 방식으로 배고픔을 정의한다. GDI는 국가의 배고픔 상황을 설명하는 데 사용되는 다차원 통계 도구이다. GHI는 배고픔과의 세계적인 싸움에서 진전과 실패를 측정한다. GHI는 1년에 한 번 업데이트된다. 2015년 보고서의 데이터에 따르면 배고픔 수준은 2000년 이후 27% 감소했다. 52개국은 심각하거나 경고 수준에 머물렀다. 2019년 GHI 보고서는 2015년 이후 배고픔이 증가한 것에 대해 우려를 표명한다. 배고픔과 식량 안보에 대한 최신 통계 외에도, GHI는 매년 다른 특별 주제를 다룬다. 2019년 보고서에는 배고픔과 기후 변화에 대한 에세이가 포함되어 있으며, 기후 변화에 가장 취약한 지역이 최근 배고픔 증가의 대부분을 겪었다는 증거를 제시한다.

## 배고픔과의 싸움

### 제2차 세계 대전 이전

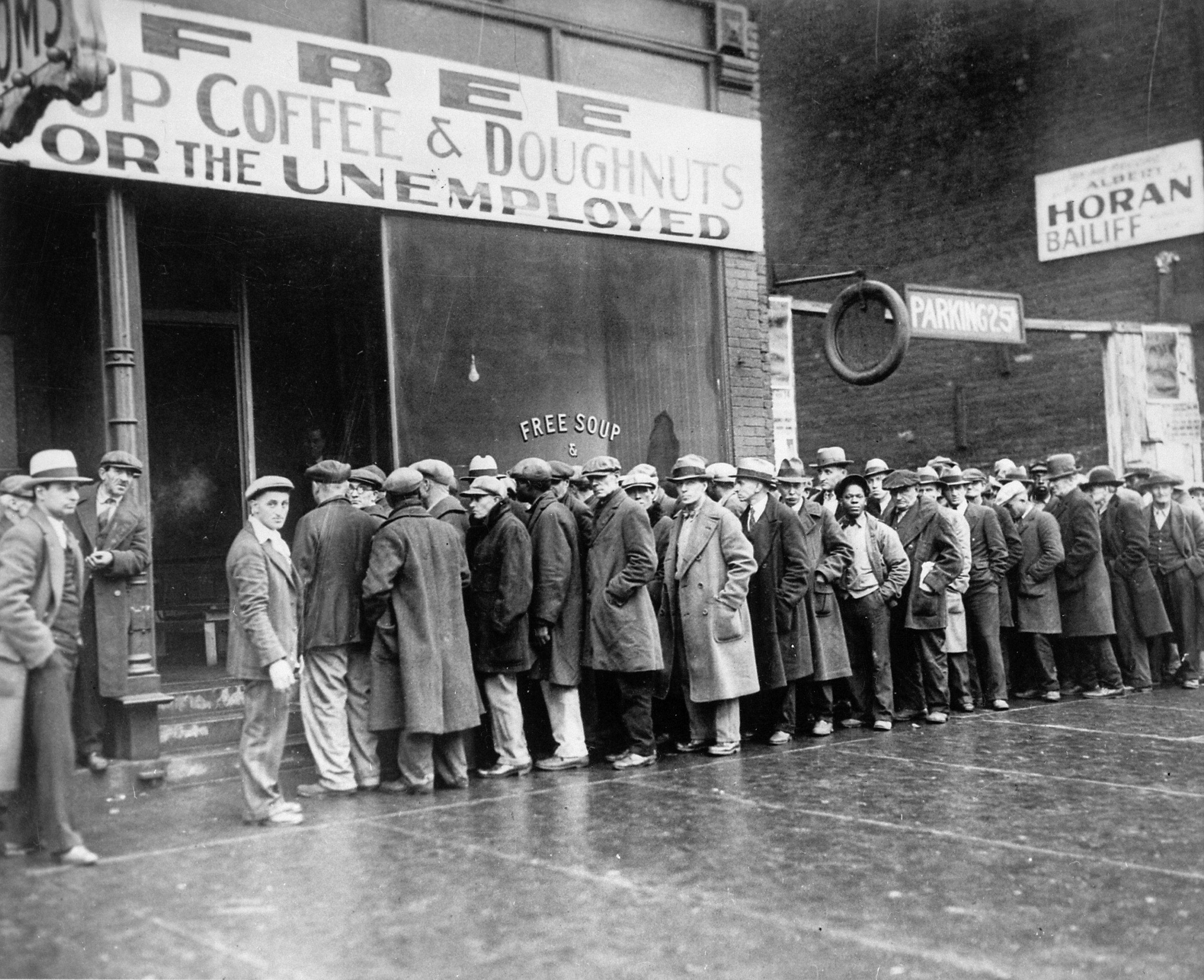
시카고의 수프 키친 밖에서 줄 서 있는 실업자들, 1931년

역사를 통틀어 배고픔으로 고통받는 사람들을 돕는 필요성은 보편적으로 인정되었지만, 전적으로 그러한 것은 아니었다. 철학자 시몬 베유는 자원이 있을 때 굶주린 사람들을 먹이는 것이 모든 인간의 의무 중 가장 명백한 것이라고 썼다. 그녀는 고대 이집트 시절부터 많은 사람들이 내세에서 자신을 정당화하기 위해 굶주린 사람들을 도왔음을 보여줘야 한다고 믿었다고 말한다. 베유는 사회 발전이 일반적으로 무엇보다도 "...사람들이 굶주림으로 고통받지 않을 인간 사회의 상태로의 전환"으로 여겨진다고 썼다.
사회 역사가 칼 폴라니는 19세기 시장이 세계의 지배적인 경제 조직 형태가 되기 전에는 대부분의 인간 사회가 공동체들이 식량을 공유했기 때문에 모두 함께 굶주리거나 전혀 굶주리지 않았다고 썼다.
성경의 첫 번째 책에 기근을 피하는 몇 가지 원리가 제시되어 있었지만, 항상 이해된 것은 아니었다. 역사적인 배고픔 구호 노력은 종종 종교 단체와 개인의 선의에 크게 의존했다. 심지어 근세까지도 정치 지도자들은 기근에 대해 당황하고 혼란스러워하는 반응을 보였다. 19세기에 시작된 첫 번째 세계화 시대부터는 엘리트들이 배고픔과 같은 문제를 세계적인 관점에서 고려하는 것이 더 일반적이 되었다. 그러나 초기 세계화는 고전적 자유주의의 영향력이 절정에 달했던 시기와 대체로 일치했기 때문에 정치인들이 세계 배고픔을 해결해야 한다는 요구는 비교적 적었다.

1914-1917년경 미국 식량 관리국이 제작한 포스터로, 미국인들에게 식량을 배급할 것을 촉구하고 있다.

19세기 말과 20세기 초, 정치인들이 배고픔에 개입해서는 안 된다는 견해는 캠페인을 벌이는 언론인들에 의해 점점 더 도전을 받았다. 또한 우드로 윌슨 미국 대통령과 같은 학자와 정치인들로부터 세계 배고픔에 대한 대규모 개입을 요구하는 목소리가 더 자주 나왔다. 정부와 민간 기부금으로 자금을 지원받아 미국은 제1차 세계 대전 중과 직후 몇 년 동안 미국 구호 행정국과 같은 기관이 조직하여 유럽 국가들에게 수백만 톤의 식량 지원을 보낼 수 있었다. 배고픔은 대공황 동안 국내 문제로서 대중 매체의 보도로 인해 미국에서 학술 및 사회적 주제로 더욱 부각되었다.

### 제2차 세계 대전 이후 노력
19세기 후반부터 배고픔 구호에 대한 관심이 증가했지만, 데이비드 그리고 박사는 제2차 세계 대전이 끝날 때까지 세계 배고픔 문제는 학문적 또는 정치적 관심이 비교적 적었으며, 1945년 이후에는 이 주제에 대한 관심이 폭발적으로 증가했다고 요약했다.
제2차 세계 대전 이후 새로운 국제 정치-경제 질서가 형성되었고, 이는 나중에 내재적 자유주의로 묘사되었다. 전쟁 후 적어도 처음 10년 동안, 그 당시 가장 지배적인 국가 행위자였던 미국은 세계 배고픔을 해결하고 국제 개발을 촉진하기 위한 노력을 강력히 지지했다. 미국은 유엔의 개발 프로그램과 나중에는 IMF 및 WB와 같은 다른 다자간 조직의 노력을 막대하게 지원했다.
새롭게 설립된 유엔은 세계적인 배고픔 퇴치 노력에서 선두적인 역할을 하게 되었다. UN에는 식량 안보와 농업 개발을 촉진하는 세 개의 기관이 있다: 식량농업기구 (FAO), 세계 식량 계획 (WFP), 국제 농업 개발 기금 (IFAD). FAO는 세계의 농업 지식 기관으로, 개발도상국에 식량 안보, 영양 및 지속 가능한 농업 생산, 특히 농촌 지역에서 정책 및 기술 지원을 제공한다. WFP의 주요 임무는 굶주린 빈곤층에게 식량을 전달하는 것이다. 이 기관은 비상사태 시 개입하고 비상사태 후 복구를 돕기 위해 식량을 사용한다. 장기적인 배고픔 해결 접근 방식은 복구에서 개발로의 전환을 돕는다. IFAD는 농촌 빈곤에 대한 지식과 빈곤한 농촌 주민에 대한 독점적인 초점을 가지고, 그들이 빈곤을 극복하는 데 필요한 자산, 서비스 및 기회에 접근할 수 있도록 돕는 프로그램을 설계하고 구현한다.
독일과 일본의 성공적인 전후 재건 이후, IMF와 WB는 개발도상국에 관심을 돌리기 시작했다. 많은 시민 사회 행위자들도 배고픔 퇴치를 위해 활발하게 활동했으며, 특히 1970년대 후반부터 글로벌 미디어가 에티오피아와 같은 곳에서 굶주린 사람들의 비참한 상황을 더 널리 알리기 시작한 이후 더욱 그러했다. 무엇보다도, 특히 1960년대 후반과 70년대에 녹색 혁명은 전 세계적으로 향상된 농업 기술이 확산되는 데 도움이 되었다.
미국은 1950년대 중반부터 세계 배고픔 문제에 대한 접근 방식을 바꾸기 시작했다. 행정부의 영향력 있는 구성원들은 국가에 대한 과도한 의존을 조장한다고 여겨지는 방식에 대한 열정이 줄어들었다. 이는 그들이 공산주의 확산을 도울 수 있다고 우려했기 때문이다. 1980년대에는 서구 세계 전반에서 온건한 정부 개입에 대한 이전의 합의가 대체되었다. 특히 IMF와 세계은행은 시장 기반 솔루션을 촉진하기 시작했다. 국가들이 IMF에 의존하게 된 경우, 때로는 국가 정부에게 부채 상환을 우선시하고 공공 서비스를 급격히 줄이도록 강요했다. 이는 때때로 배고픔 퇴치 노력에 부정적인 영향을 미쳤다.

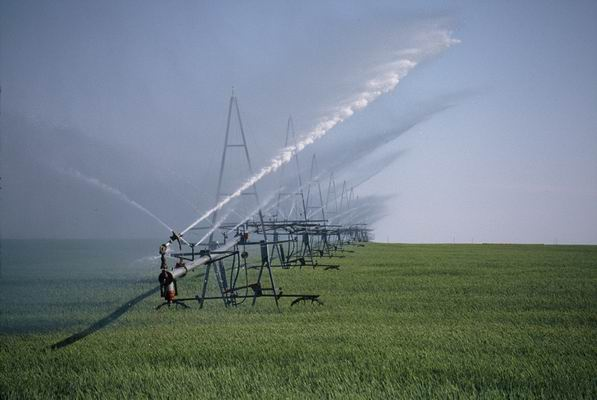
관개 시설의 증가된 사용은 녹색 혁명에 중요한 역할을 했다.

푸드 퍼스트와 같은 단체들은 식량주권 문제를 제기하며 지구상의 모든 국가(일부 도시 국가의 사소한 예외를 제외하고)는 자국민을 먹여 살리기에 충분한 농업 능력을 가지고 있지만, 1970년대 후반부터 2008년경까지 IMF 및 세계은행과 같은 기관과 연관된 "자유 무역" 경제 질서가 이를 방해했다고 주장했다. 세계은행 자체는 빈곤과 배고픔의 악순환을 끊는 가장 좋은 방법은 세계 시장에서 식량을 구매할 재정적 수단을 제공하는 수출 주도 경제를 건설하는 것이라고 주장하며 배고픔 해결책의 일부라고 주장했다. 그러나 21세기 초 세계은행과 IMF는 자유 시장 개혁을 추진하는 데 덜 독단적이 되었다. 그들은 정부 개입이 역할을 할 수 있으며, 정부가 국내 농업에 유리한 정책으로 식량 안보를 지원하는 것이 현명할 수 있다는 견해로 점점 더 돌아섰다. 심지어 해당 분야에서 비교 우위가 없는 국가의 경우에도 그러했다. 2012년 현재 세계은행은 정부가 배고픔에 대처하도록 돕는 데 적극적으로 활동하고 있다.
적어도 1980년대까지—그리고 어느 정도는 1990년대까지—세계 배고픔에 대한 지배적인 학술적 견해는 공급을 초과하는 수요의 문제라는 것이었다. 제안된 해결책은 종종 식량 생산 증대에 초점을 맞추었고, 때로는 산아 제한에도 초점을 맞췄다. 이에는 예외도 있었는데, 1940년대 초부터 보이드 오어 경, UN의 FAO 초대 수장은 배고픔을 주로 분배의 문제로 인식하고 이를 해결하기 위한 포괄적인 계획을 세웠다. 그러나 당시에는 그에게 동의하는 사람이 거의 없었고, 그는 미국과 영국으로부터 그의 계획에 대한 지지를 얻지 못하자 사임했다. 1998년, 아마르티아 센은 현대에 배고픔이 일반적으로 식량 부족의 산물이 아니라는 것을 입증한 공로로 부분적으로 노벨상을 수상했다. 오히려 배고픔은 일반적으로 식량 분배 문제 또는 선진국과 개발도상국의 정부 정책에서 비롯된다. 이후 세계 배고픔이 식량 생산뿐만 아니라 분배 문제로 인해 발생한다는 것이 널리 받아들여졌다. 센의 1981년 에세이 『빈곤과 기근: 권리와 박탈에 대한 에세이』는 새로운 합의를 형성하는 데 중요한 역할을 했다.
2007년과 2008년에 급격히 증가한 음식 가격은 세계 식량 위기를 야기했다. 수십 개국에서 식량 폭동이 발생했으며, 적어도 아이티와 마다가스카르 두 곳에서는 정부 전복으로 이어졌다. 두 번째 세계 식량 위기는 2010년 후반과 2011년 초의 식량 가격 급등으로 인해 전개되었다. 식량 폭동은 식량 비축물 가용성 증가로 인해 줄어들었다. 그러나 여러 분석가들은 식량 위기가 아랍의 봄의 원인 중 하나라고 주장한다.

### 2008년 세계 위기 이후의 노력

식량 지원 협약의 비준국 및 (잠재적) 서명국:
서명 및 비준
서명 및 비준, 유럽 연합 소속 (유럽 연합이 조약을 비준함)
서명
서명, 유럽 연합 소속 (유럽 연합이 조약을 비준함)
잠재적 서명국, 유럽 연합 소속 (유럽 연합이 조약을 비준함)
잠재적 서명국

21세기 초, G8을 구성하는 선진국 지도자들이 배고픔 문제에 기울이는 관심은 다소 줄어들었다. 2009년 이전에는 대규모 배고픔 퇴치 노력은 주로 가장 큰 영향을 받는 국가의 정부, 시민 사회 행위자, 그리고 다자간 및 지역 기관에 의해 이루어졌다. 2009년, 베네딕토 교황은 세 번째 회칙인 사랑 안의 진리를 발표하며 배고픔 퇴치의 중요성을 강조했다. 이 회칙은 2009년 7월 G8 정상회의 직전에 의도적으로 발표되어 그 행사에 미치는 영향을 극대화했다. 이탈리아 중부 라퀼라에서 열린 정상회의에서는 라퀼라 식량 안보 이니셔티브가 시작되었고, 배고픔 퇴치를 위해 총 220억 달러가 약속되었다.
식량 가격은 2009년과 2010년 초에 급격히 하락했지만, 분석가들은 이를 정부의 강화된 조치보다는 2008년 가격 급등에 대한 농민들의 생산량 증가 반응에 더 큰 원인을 돌린다. 그러나 2009년 G8 정상회의 이후, 배고픔과의 싸움은 세계 주요 국가 지도자들 사이에서 중요한 문제로 부상했으며, 2012년 G20 정상회의 의제의 중요한 부분을 차지했다.

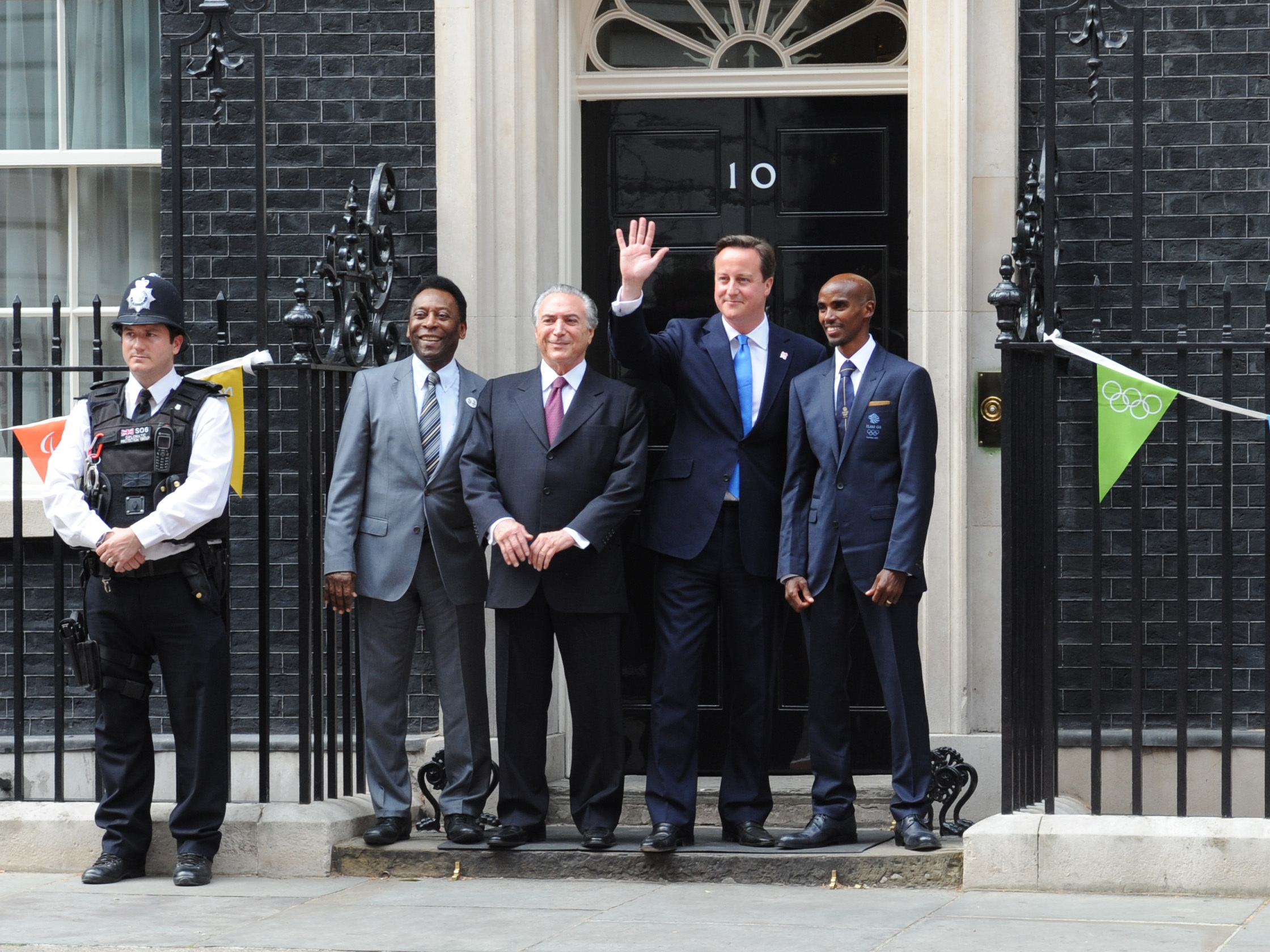
영국 총리 데이비드 캐머런 (카메라에 손을 흔들고 있음)이 펠레 (왼쪽에서 두 번째)와 모 패라 (오른쪽)와 함께 런던 다우닝가 10번지 밖에서 2012년 배고픔 정상회담을 주최하고 있다.

2012년 4월, 세계 최초의 식량 원조에 관한 법적 구속력 있는 국제 협약인 식량 지원 협약이 체결되었다. 2012년 5월 코펜하겐 합의는 배고픔과 영양실조를 퇴치하기 위한 노력이 원조 지출의 효과를 극대화하려는 정치인과 민간 부문 자선가들의 첫 번째 우선순위가 되어야 한다고 권고했다. 그들은 이를 말라리아와 에이즈 퇴치와 같은 다른 우선순위보다 앞세웠다. 또한 2012년 5월, 버락 오바마 미국 대통령은 "식량 안보 및 영양을 위한 새로운 동맹"을 출범시켰다. 이는 민간 부문, 정부 및 시민 사회 행위자 간의 광범위한 파트너십으로, "...지속적이고 포괄적인 농업 성장을 달성하고 향후 10년 동안 5천만 명의 사람들을 빈곤에서 벗어나게 하는" 것을 목표로 했다. 영국의 총리 데이비드 캐머런은 2012년 하계 올림픽의 마지막 날인 8월 12일에 기아 정상회의를 개최했다.
배고픔과의 싸움에는 일반인들도 더 많이 참여하고 있다. 전 세계 사람들은 오랫동안 개발도상국의 배고픔을 완화하기 위한 노력에 기여해 왔지만, 최근에는 경제적으로 선진국인 북반구 내에서도 국내 배고픔을 해결하는 데 참여하는 사람들의 수가 급격히 증가했다. 이는 유럽보다 북미에서 훨씬 더 일찍 일어났다. 미국에서는 레이건 행정부가 1980년대 초에 복지를 축소하여, 충분히 먹을 것을 살 수 없는 미국인들을 돕기 위한 자선 부문의 노력이 엄청나게 증가했다. 1992년 무작위로 선정된 1000명의 미국 유권자를 대상으로 한 설문조사에 따르면, 미국인의 77%는 푸드뱅크와 수프 키친과 같은 다양한 배고픔 구호 기관에서 자원봉사를 하거나 현금 또는 식량을 기부하는 방식으로 굶주린 사람들을 먹여 살리려는 노력에 기여했다.
유럽은 더 관대한 복지 시스템을 가지고 있었기 때문에 2006년 후반에 시작된 식량 가격 인플레이션, 특히 2010년에 긴축으로 인한 복지 삭감이 효력을 발휘하기 시작할 때까지 국내 배고픔에 대한 인식이 거의 없었다. 다양한 설문조사에 따르면 유럽 인구의 10% 이상이 식량 불안정으로 고통받기 시작했다. 특히 2011년 이후 영국과 유럽 대륙 모두에서 푸드뱅크를 통해 굶주린 사람들을 돕기 위한 풀뿌리 노력이 크게 증가했다.

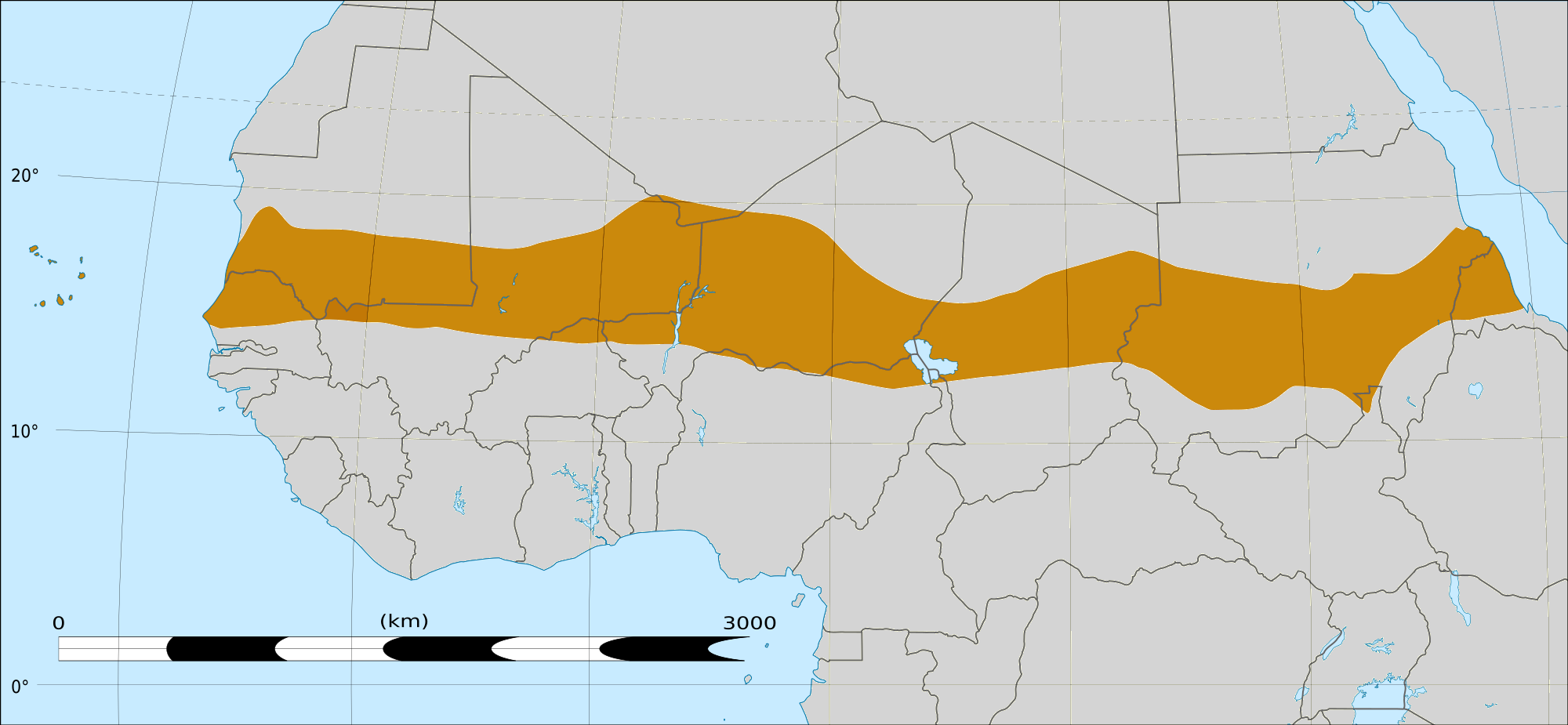
2012년 사헬 가뭄 동안 서부 사헬 지대 피해 지역

2012년 7월까지 2012년 미국 가뭄은 이미 곡물 및 콩 가격을 급격히 상승시켰고, 이는 육류 가격에도 연쇄 효과를 미쳤다. 이는 미국 내 굶주린 사람들에게 영향을 미칠 뿐만 아니라 세계 시장에서도 가격을 상승시켰다. 미국은 세계 최대의 식량 수출국이다. 이는 21세기 세 번째 세계 식량 위기 가능성에 대한 많은 논의로 이어졌다. 파이낸셜 타임스는 브릭스 국가들은 2008년과 2011년의 이전 위기만큼 심하게 영향을 받지 않을 수 있다고 보도했다. 그러나 식량의 상당 부분을 수입해야 하는 소규모 개발도상국은 큰 타격을 받을 수 있다. 유엔과 G20은 세 번째 세계 위기가 발생할 경우 개입할 준비를 하기 위해 비상 계획을 시작했다.
그러나 2013년 8월까지는 일본, 브라질, 우크라이나, 미국을 포함한 주요 수출국에서 평균 이상의 곡물 수확이 예상되어 우려가 해소되었다. 2014년에도 전 세계적으로 좋은 수확을 기록하여 곡물 가격이 곧 하락할 수 있다는 추측으로 이어졌다.
2013년 4월 더블린에서 개최된 배고픔, 영양, 기후 정의 및 2015년 이후 글로벌 정의를 위한 새천년 개발 목표(MDG) 프레임워크에 관한 정상회의에서 아일랜드의 마이클 D. 히긴스 대통령은 배고픔으로 인한 사망의 10%만이 무력 분쟁과 자연재해 때문이며, 지속적인 배고픔은 "현재 글로벌 시스템의 가장 큰 윤리적 실패"이자 "글로벌 공동체가 직면한 가장 큰 윤리적 과제"라고 말했다.
2013년 6월 런던에서 영국과 브라질 정부, 그리고 칠드런스 인베스트먼트 펀드 재단이 공동으로 주최한 기아 정상회의에서 기아 문제를 해결하기 위해 41억 5천만 달러의 새로운 약속이 이루어졌다.
2008년 금융 위기와 동시에 발생한 세계 식량 가격 인상으로 인한 어려움에도 불구하고, 유엔의 전 세계 통계는 이후 전 세계적으로 굶주림을 겪는 사람들의 수가 매년 감소했음을 보여준다. 그러나 2019년에는 지난 4년간 이러한 진전이 역전되었다는 증거가 쌓였다. 굶주림을 겪는 사람들의 수가 절대적인 측면에서 증가했으며, 심지어 세계 인구 대비 비율도 아주 약간 증가했다.
2019년 FAO는 식량 손실과 폐기가 식량 가용성, 접근성, 활용성 및 안정성이라는 식량 안보의 네 가지 차원 변화를 통해 식량 안보 및 영양에 잠재적인 영향을 미친다고 주장하는 연례 보고서인 『세계 식량 및 농업 현황』을 발표했다. 그러나 식량 손실 및 폐기 감소와 식량 안보 간의 연관성은 복잡하며, 긍정적인 결과는 항상 확실하지 않다. 허용 가능한 수준의 식량 안보 및 영양을 달성하는 것은 필연적으로 특정 수준의 식량 손실 및 폐기를 의미한다. 식량 안정성을 보장하기 위한 완충 장치를 유지하려면 일정량의 식량이 손실되거나 폐기되어야 한다. 동시에 식량 안전을 보장하기 위해서는 안전하지 않은 식량을 폐기해야 하며, 이는 손실되거나 폐기된 것으로 간주된다. 반면, 고품질 식단에는 상하기 쉬운 식품이 더 많이 포함되는 경향이 있다. 식량 안보의 다양한 차원에 미치는 영향이 어떻게 나타나고 다양한 인구 집단의 식량 안보에 영향을 미치는지 여부는 손실 또는 폐기 감소가 식량 공급망의 어느 부분에서 이루어지는지, 그리고 영양학적으로 취약하고 식량 불안정 인구가 지리적으로 어디에 위치하는지에 따라 달라진다.
2020년 4월과 5월에는 세계 지도자들이 코로나19 범유행을 막기 위해 행동하지 않으면 전 세계적인 배고픔이 두 배로 늘어날 수 있다는 우려가 표명되었다. WFP와 같은 기관들은 급성 배고픔을 겪는 사람들의 수가 2020년 말까지 1억 3천 5백만 명에서 약 2억 6천 5백만 명으로 증가할 수 있다고 경고했다. 비상 식량 지원이 배포된다는 소식이 퍼지자 치명적인 압사 사고가 발생하는 등 여러 도시에서 극심한 배고픔의 징후가 나타났다. NGO, 유엔 직원, 기업, 학계 및 전직 국가 지도자를 포함한 다양한 행위자들이 코로나19 범유행의 영향을 상쇄하기 위한 협력 조치를 촉구하는 서한을 G20과 G7에 보냈다.

FAO는 2022년에 2019년보다 1억 2천 2백만 명이 더 많은 사람들이 굶주림을 겪었다고 밝혔다. 2022년 우크라이나 침공 이후, 식량 가격 상승으로 인한 배고픔에 대한 우려가 제기되었다. 이는 코비드 팬데믹으로 정부의 인구 보호 능력이 거의 소진되어 아직 회복되지 않은 많은 중산층 국가에서도 시민 불안을 야기할 것으로 예상된다.
2023년에는 7억 1,300만에서 7억 5,700만 명의 사람들이 굶주림에 직면했을 수 있다. 이는 전 세계 인구 11명 중 1명, 아프리카에서는 5명 중 1명에 해당한다. 보통 또는 심각한 식량 불안정 유병률은 2020년부터 2023년까지 전 세계적으로 변동이 없었으며, 아프리카에서는 굶주림이 여전히 증가하고 있지만, 아시아에서는 비교적 변동이 없었고, 라틴 아메리카와 카리브 제도 지역에서는 진전이 있었다. 아프리카는 인구 중 굶주림에 직면한 비율이 가장 높은 지역으로 20.4%에 달하며, 아시아는 8.1%, 라틴 아메리카 및 카리브 제도 6.2%, 오세아니아 7.3%이다. 그러나 아시아는 여전히 가장 많은 수의 굶주린 사람들의 고향으로, 3억 8,450만 명으로 전 세계 굶주린 사람들의 절반 이상을 차지한다. 2023년에는 아프리카에서 2억 9,840만 명, 라틴 아메리카 및 카리브 제도에서 4,100만 명, 오세아니아에서 330만 명이 굶주림에 직면했을 수 있다.

## 배고픔 구호 단체
전 세계적으로 수많은 배고픔 구호 단체가 존재한다. 일부는 배고픔 퇴치에 전념하지만 전부는 아니다. 이들은 한 지역만 지원하는 독립적인 수프 키친부터 전 세계적인 규모의 단체까지 다양하다. 전 세계적 및 지역적 수준에서 활동하는 단체들은 농업 기술 공유와 같은 방식으로 굶주린 지역 사회가 스스로 더 잘 먹고 살 수 있도록 돕는 데 많은 노력을 집중한다. 일부 예외를 제외하고, 지역 수준에서만 활동하는 단체들은 굶주린 사람들에게 직접 음식을 제공하는 데 더 중점을 두는 경향이 있다. 많은 단체들은 자원, 지식 공유 및 노력 조정을 돕는 국가, 지역 및 전 세계적 연합 네트워크로 연결되어 있다.

### 세계
유엔은 전 세계적인 배고픔 완화 노력의 중심에 있으며, 특히 FAO를 통해, 그리고 WFP, IFAD, WHO, 유니세프와 같은 다른 기관들을 통해서도 활동한다. 새천년 개발 목표가 2015년에 만료된 후, 지속가능 개발 목표 (SDG)는 배고픔과 같은 개발 문제에 대한 세계의 대응을 형성하는 주요 목표가 되었다. 특히 목표 2: 제로 헝거는 배고픔을 종식시키고, 식량 안보와 영양 개선을 달성하며, 지속 가능한 농업을 촉진하기 위한 전 세계적으로 합의된 목표를 설정한다.
유엔 기관 외에도 수백 개의 다른 행위자들이 전 세계적 수준에서 배고픔 문제에 대처하며, 종종 대규모 우산 조직에 참여한다. 여기에는 국가 정부, 종교 단체, 국제 자선 단체, 그리고 일부 경우에는 국제 기업이 포함된다. 그러나 자선 단체와 같은 특별한 경우를 제외하고, 이러한 조직들이 배고픔 구호에 할당하는 우선순위는 해마다 다를 수 있다. 많은 경우 조직들은 유엔 기관과 협력하지만, 종종 독립적인 목표를 추구하기도 한다. 예를 들어, SDG 제로 헝거 목표가 2030년까지 배고픔을 종식시키는 것을 목표로 삼는 데 합의가 형성되기 시작하면서, 많은 조직들은 이 목표를 2025년까지 조기에 달성하기 위한 더 야심찬 목표를 가진 이니셔티브를 형성했다:
- 2013년 카리타스 인터내셔널은 2025년까지 만성적인 배고픔을 종식시키는 것을 목표로 하는 카리타스 전반의 이니셔티브를 시작했다. '하나의 인간 가족, 모두를 위한 식량' 캠페인은 인식 제고, 카리타스 프로그램의 영향 개선, 식량권 이행 옹호에 중점을 둔다.[72]
- 유엔 조직, NGO 및 민간 재단의 참여로 IFPRI가 주도하는 Compact2025 파트너십은 향후 10년, 즉 2025년까지 배고픔과 영양 부족을 종식시키는 것을 목표로 하는 증거 기반 조언을 정치인 및 기타 의사 결정자에게 개발하고 전파한다.[73] 이는 러시아, 중국, 베트남, 브라질 및 태국의 경험을 분석하고 배고픔과 영양 부족을 2025년까지 제거하는 것이 가능하다는 결론을 내린 판성겐과 폴 폴먼의 보고서를 기반으로 한다.[74]
- 2015년 6월, 유럽 연합과 빌 & 멜린다 게이츠 재단은 특히 어린이의 영양 부족을 퇴치하기 위한 파트너십을 시작했다. 이 프로그램은 처음에는 방글라데시, 부룬디, 에티오피아, 케냐, 라오스 및 니제르에서 시행될 것이며, 이들 국가가 효과적인 국가 영양 정책을 개발할 수 있도록 영양에 대한 정보 및 분석을 개선하는 데 도움이 될 것이다.[75]

#### 지속가능 개발 목표 2 (SDG 2 또는 목표 2)
SDG 2의 목표는 2030년까지 "배고픔을 종식시키고, 식량 안보와 영양 개선을 달성하며, 지속 가능한 농업을 촉진"하는 것이다. SDG 2는 배고픔 문제 해결이 단순히 식량 생산 증가에만 기반한 것이 아니라 적절한 시장, 토지 및 기술 접근, 그리고 농민들을 위한 소득 증대 및 효율적인 소득에도 기반한다는 것을 인식한다.
국제식량정책연구소 (IFPRI)의 2013년 보고서는 SDG의 초점이 빈곤이 아닌 배고픔과 영양 부족을 제거하는 데 있어야 하며, 2030년이 아닌 2025년까지 그렇게 하기 위한 노력이 이루어져야 한다고 주장했다. 이 주장은 러시아, 중국, 베트남, 브라질, 태국의 경험을 분석한 결과와 심각한 배고픔을 겪는 사람들이 교육이나 일을 통해 삶을 개선하는 데 추가적인 장애물에 직면한다는 사실에 기반한다. 이를 달성하기 위한 세 가지 경로가 확인되었다: 1) 농업 주도; 2) 사회 보호 및 영양 개입 주도; 또는 3) 이 두 가지 접근 방식의 조합.

### 지역
세계의 지역 동맹 중 상당수는 아프리카에 위치한다. 예를 들어, 아프리카 식량 주권 동맹 또는 아프리카 녹색 혁명 동맹이 있다.
유엔의 유엔식량농업기구는 아프리카 연합의 CAADP 프레임워크를 통해 2025년까지 아프리카에서 기아를 종식시키는 것을 목표로 하는 파트너십을 구축했다. 여기에는 개선된 식량 생산 지원, 사회 보호 강화, 식량권을 국가 법률에 통합하는 등 다양한 개입이 포함된다.

### 국가

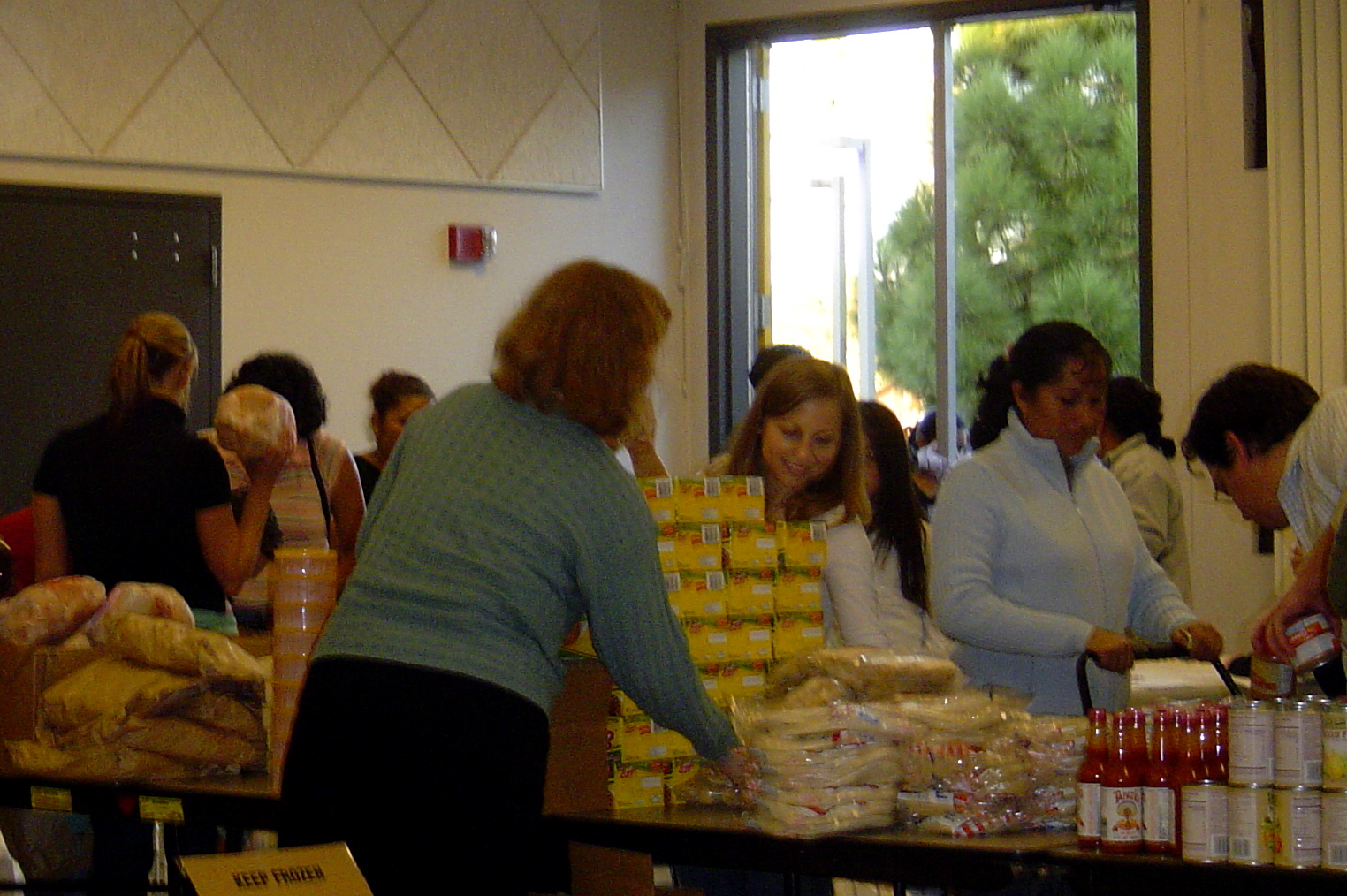
피딩 아메리카가 운영하는 푸드뱅크에서 자원봉사자들이 식료품을 나누어주고 있다.

국가 차원에서 활동하는 배고픔 구호 단체의 예로는 영국의 트루셀 트러스트, 인도의 날라보투 재단, 미국의 피딩 아메리카 등이 있다.

### 지역

#### 푸드뱅크
푸드뱅크는 음식을 구매하는 데 어려움을 겪는 사람들에게 음식을 배포하는 비영리 자선 단체이다. 푸드뱅크는 위치에 따라 운영 모델이 다른 경향이 있다. 미국, 호주, 그리고 어느 정도 캐나다에서는 푸드뱅크가 창고형 기능을 수행하여 최전선 식량 단체에 음식을 저장하고 배달하지만, 굶주린 사람들에게 직접 음식을 제공하지는 않는다. 유럽 및 다른 많은 지역에서는 푸드뱅크가 최전선 모델로 운영되며, 굶주린 사람들에게 직접 조리되지 않은 음식 꾸러미를 나누어주며, 일반적으로 몇 끼 식사에 충분한 양을 제공하여 집에서 먹을 수 있도록 한다. 미국과 호주에서는 개인에게 조리되지 않은 음식을 나누어주는 시설을 푸드 팬트리, 푸드 선반 또는 푸드 클로젯이라고 부른다.
개발도상국에서는 보다 일반적인 "창고" 모델과 "최전선" 모델 모두와 다른 반상업적 시스템으로 운영되는 자선 푸드뱅크가 있다. 말라위와 같은 일부 농촌 최빈국에서는 수확 후 몇 달 동안은 음식이 비교적 저렴하고 풍부하지만, 이후에는 점점 더 비싸진다. 이 지역의 푸드뱅크는 수확 직후 많은 양의 음식을 구매하여, 식량 가격이 오르기 시작하면 시장 가격보다 훨씬 저렴하게 지역 주민들에게 연중 판매한다. 이러한 푸드뱅크는 때때로 소규모 농부와 자급자족 농부들에게 다양한 형태의 지원을 제공하는 센터 역할도 한다.

#### 수프 키친

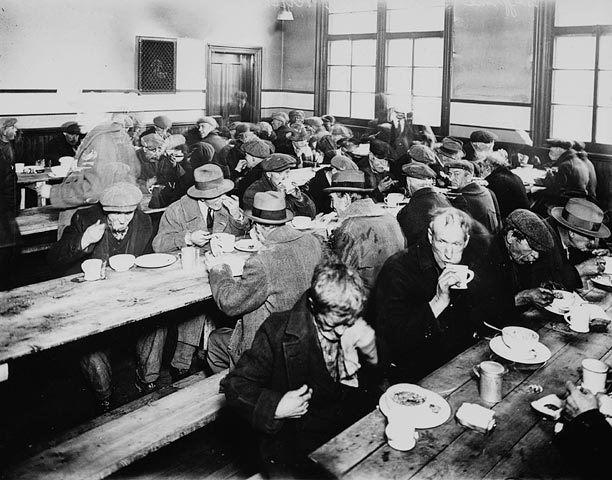
1931년 캐나다 몬트리올의 수프 키친

수프 키친, '식사 센터', 또는 '푸드 키친'은 음식을 굶주린 사람들에게 무료로 또는 시장 가격 이하로 제공하는 곳이다. 저소득층 지역에 자주 위치하며, 종종 자원봉사자 단체(예: 교회 또는 지역 사회 단체)가 운영한다. 수프 키친은 때때로 푸드뱅크에서 무료로 또는 저렴한 가격으로 음식을 얻는데, 이는 그들이 자선 단체로 간주되기 때문에 많은 사람들에게 서비스를 제공하기 더 쉽기 때문이다.

#### 기타
스스로를 "푸드뱅크" 또는 "수프 키친"이라고 부르는 지역 시설은 종종 기독교 교회 또는 덜 자주 세속적인 시민 사회 단체에 의해 운영된다. 다른 종교들도 유사한 배고픔 구호 노력을 수행하지만, 때로는 약간 다른 방법을 사용하기도 한다. 예를 들어, 시크교의 랑가르 전통에서는 시크교 사원에서 직접 굶주린 사람들에게 음식이 제공된다. 예외도 있는데, 예를 들어 영국에서는 시크교도들이 일부 푸드뱅크를 운영하며, 구르드와라에서 직접 음식을 나누어주기도 한다.

## 배고픔과 성별

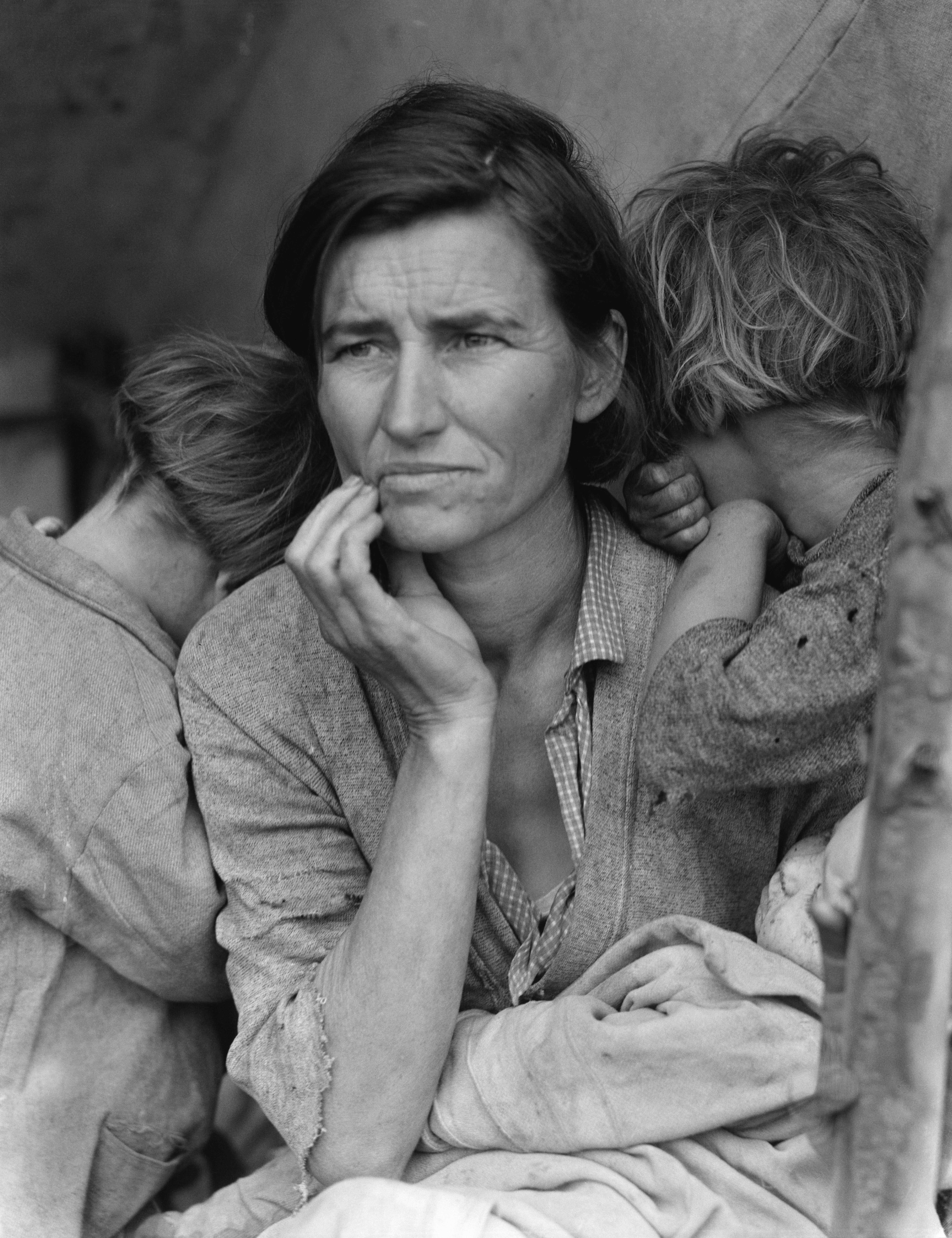
도로시아 랭의 이주민 어머니 (1936년)

세계은행 연구에 따르면, 굶주리는 사람들의 약 60%는 여성인 것으로 일관되게 나타난다. 전 세계적으로 여성은 남성에 비해 일반적으로 더 큰 경제적 장벽에 직면하고 더 적은 자원에 접근할 수 있어 식량 안보에 더 큰 어려움을 겪는다. 개발도상국과 선진국 모두에서 부모는 자녀를 먹여 살리기 위해 때때로 음식을 먹지 않는다. 그러나 여성은 남성보다 이러한 희생을 할 가능성이 더 높다. 오래된 자료는 이러한 현상이 더 큰 성 불평등으로 인해 개발도상국에만 독특하다고 주장하기도 한다. 최근 연구 결과에 따르면 선진국에서도 어머니들이 종종 식사를 거르는 경우가 많다. 예를 들어, 2012년 영국 넷맘스가 실시한 연구에 따르면, 어머니 5명 중 1명은 자녀를 배고픔에서 구하기 위해 때때로 음식을 먹지 않는 것으로 나타났다.
한 부모 가정은 특히 식량 불안정에 취약하며, 식량 안보의 성별 격차를 보여준다. 미국에서는 미혼모가 키우는 자녀가 있는 가구가 미혼부가 있는 가구보다 식량 불안정에 처할 가능성이 더 높다. 유급 노동과 무급 노동 간의 시간 배분 차이도 여성 가구의 식량 불균형 증가에 대한 설명이 될 수 있다. 여성은 비교적으로 무급 노동에 더 많은 시간을 할애하는 경향이 있기 때문이다.
몇몇 시기와 지역에서 성별은 배고픔 구호 노력에 대한 열정을 불러일으키는 데 적합한 예시가 될 수 있는지 여부를 결정하는 중요한 요소이기도 했다. 제임스 버논은 그의 저서 『배고픔: 현대사』에서 20세기 이전 영국에서는 일반적으로 굶주리는 여성과 어린이만이 연민을 불러일으킬 수 있었다고 썼다. 자신과 가족을 부양하지 못하는 남성들은 종종 경멸의 대상이 되었다.
이는 제1차 세계 대전 이후 바뀌었는데, 전투에서 남성성을 증명했던 수천 명의 남성들이 일자리를 구할 수 없게 되었다. 비슷하게, 여성이라는 성별은 배고픔 구호를 옹호하려는 사람들에게 유리하게 작용할 수 있었는데, 버논은 에밀리 홉하우스가 제2차 보어 전쟁 동안 굶주린 사람들의 비참한 상황을 더 널리 알리는 데 여성이었다는 점이 도움이 되었다고 썼다.

## 배고픔과 나이

### 미국
노년층은 굶주림에 더 취약하며 굶주림의 부정적인 영향 또한 더 크게 받는다. 미국에서는 2001년부터 2011년 사이에 굶주림을 겪는 노년층의 수가 88% 증가했다.
이 연령대는 심장병, 당뇨병, 호흡기 질환을 포함한 만성 질환으로 가장 많이 고통받는다. 이 연령대의 80%는 최소 한 가지의 만성 질환을 앓고 있으며, 거의 70%는 두 가지 이상의 질환을 앓고 있다. 이러한 질병은 배고픔이 더해지면 악화되고 발생할 가능성이 높아진다. 2017년 보고서에 따르면, 이러한 문제를 겪는 노인들은 굶주리지 않는 노인들보다 우울증을 겪을 가능성이 60% 더 높으며, 울혈성 심부전이 발생할 가능성이 40% 더 높다. 불규칙하고 불충분한 식사로 인한 추가적인 스트레스는 이러한 질환을 훨씬 더 위험하게 만든다.
고정 수입은 종종 노년층의 필수 식료품을 자유롭게 구매하는 능력을 제한한다. 의료비와 주거비가 양질의 음식보다 우선순위가 될 수 있다. 제한된 이동성은 특히 대중교통이나 장애인을 위한 교통 수단이 부족한 지역에서 이러한 개인이 물리적으로 집을 떠나기 어렵게 만든다. 코로나19 범유행은 상황을 더욱 어렵게 만들었고, 노인들은 통계적으로 더 나쁜 결과를 겪으므로 음식을 구하러 나가는 것을 꺼릴 수 있다.
영양 보충 지원 프로그램 (SNAP)은 저소득층 노인들에게 식량 안보와 관련하여 지원을 제공한다. 이는 혜택을 받는 노인들이 예산에서 의료비나 주거비와 같은 다른 필요에 돈을 할당할 수 있는 기회이다. 그러나 참여율은 극히 낮다. 자격 있는 노인 중 절반 미만이 등록하여 혜택을 받고 있으며, 노인 5명 중 3명은 자격이 있지만 등록하지 않았다.

## 같이 보기
- 숨은 기아(hidden hunger): 주로, '단백질 결핍'과 같이 간과되기 쉽지 않다고 생각한 영양소가 실제로는 결핍되고 있는 현상
- 액션 에인스트 헝거
- 테이블 위의 자리
- 기본 소득
- 분류:기아 구호 단체
- 기부
- 경제 문제
- 기근
- 기근 구호
- 기근 척도
- 피딩 아메리카
- 포미 제루 (배고픔 0)
- 푸드뱅크
- 푸드 도네이션 커넥션
- 음식 문제
- 식량 생산
- 세계 기아 지수
- 노숙 (사회)
- 인권
- 영국에서의 배고픔
- 미국에서의 배고픔
- 기아 행진
- 헝거 프로젝트
- 소득 불평등
- 통합 식량 안보 단계 분류
- 영양실조
- 무셀만
- 국가 안보 연구 각서 200호 (1974년)
- 옥스팜
- 빈곤의 덫
- 프로젝트 오픈 핸드
- 식량권
- 사회 프로그램
- 수프 키친
- 굶주림
- 기아 반응
- 유엔 밀레니엄 선언
- 세계 기아 및 영양실조 근절 선언 (1974년)
- 2007년~2008년 세계 식량 가격 위기

## 더 읽어보기
- Michelle Jurkovich. 2020. Feeding the Hungry: Advocacy and Blame in the Global Fight against Hunger. Cornell University Press.
- Wallerstein, Mitchel B. (1980). 《Food for War/Food for Peace: U.S. Food Aid in a Global Context》. Cambridge, MA: MIT Press. ISBN 9780262231060.